# Temporada 2011 de la NFL
La temporada 2011 de la NFL fue la 92.ª edición de la NFL. La temporada regular comenzó el 8 de septiembre de 2011, y finalizó el 1 de enero de 2012. El Super Bowl XLVI se jugó el 5 de febrero en el Lucas Oil Stadium de Indianápolis en Indiana, con victoria de los New York Giants sobre los New England Patriots por 21 a 17.

## Conflicto laboral
Un desacuerdo entre los jugadores y los propietarios de un nuevo convenio colectivo podría haber dado lugar a una reducción de la duración de la temporada 2011 de la NFL, o incluso su cancelación. Sin embargo el 25 de julio de 2011, la Asociación de Jugadores de la NFL anunció el fin del conflicto después de 4 meses y medio de interrupción, después de que los 32 equipos se hubieran puesto de acuerdo para aprobar por unanimidad los términos de un acuerdo conjunto.

## Calendario
La temporada regular comenzó el 8 de septiembre de 2011 con el primer partido que se disputó en el Lambeau Field entre los campeones, los Green Bay Packers y los New Orleans Saints, mientras que el resto de la primera jornada se jugó entre 11 y 12 de septiembre. La temporada finalizará el 1 de enero de 2012, se llevará a cabo en 17 fechas durante el cual cada equipo jugará 16 partidos de acuerdo con el calendario de la NFL.
| Intraconferencia                                                                                              | Interconferencia                                                                                              |
| --- | --- |
| - AFC Este contra AFC Oeste - AFC Norte contra AFC Sur - NFC Este contra NFC Oeste - NFC Norte contra NFC Sur | - AFC Este contra NFC Este - AFC Norte contra NFC Oeste - AFC Sur contra NFC Sur - AFC Oeste contra NFC Norte |

### Draft
La 76.ª edición del Draft de la NFL tuvo lugar en el Radio City Music Hall, en Nueva York, durante tres días. Este año, la primera ronda tuvo lugar el jueves 28 de abril de 2011, la segunda y tercera ronda se llevaron a cabo el viernes 29 de abril y las últimas cuatro rondas el sábado 30 de abril de 2011. En este draft se eligieron 254 jugadores, divididos de la siguiente manera por posición:
| - 39 Cornerbacks - 32 Linebackers - 28 Wide receivers - 27 Defensive ends - 24 Running backs | - 22 Offensive tackles - 17 Defensive tackles - 14 Safeties - 13 Offensive guard - 12 Quarterbacks | - 12 Tight ends - 6 Centers - 6 Fullbacks - 1 Placekicker - 1 Punters |

#### Primera ronda del draft
| Selecciones de primera ronda del Draft de la NFL 2011 | Selecciones de primera ronda del Draft de la NFL 2011 | Selecciones de primera ronda del Draft de la NFL 2011 | Selecciones de primera ronda del Draft de la NFL 2011 | Selecciones de primera ronda del Draft de la NFL 2011 | Selecciones de primera ronda del Draft de la NFL 2011 |
| ----------------------------------------------------- | ----------------------------------------------------- | ----------------------------------------------------- | ----------------------------------------------------- | ----------------------------------------------------- | ----------------------------------------------------- |
| Pick                                                  | Equipo                                                | Jugador                                               | Pos.                                                  | Universidad                                           |                                                       |
| 1                                                     | Carolina Panthers                                     | Cam Newton                                            | QB                                                    | Auburn                                                |                                                       |
| 2                                                     | Denver Broncos                                        | Von Miller                                            | LB                                                    | Texas A&M                                             |                                                       |
| 3                                                     | Buffalo Bills                                         | Marcell Dareus                                        | DE                                                    | Alabama                                               |                                                       |
| 4                                                     | Cincinnati Bengals                                    | A. J. Green                                           | WR                                                    | Georgia                                               |                                                       |
| 5                                                     | Arizona Cardinals                                     | Patrick Peterson                                      | CB                                                    | LSU                                                   |                                                       |
| 6                                                     | Atlanta Falcons                                       | Julio Jones                                           | WR                                                    | Alabama                                               |                                                       |
| 7                                                     | San Francisco 49ers                                   | Aldon Smith                                           | DE                                                    | Missouri                                              |                                                       |
| 8                                                     | Tennessee Titans                                      | Jake Locker                                           | QB                                                    | Washington                                            |                                                       |
| 9                                                     | Dallas Cowboys                                        | Tyron Smith                                           | OT                                                    | USC                                                   |                                                       |
| 10                                                    | Jacksonville Jaguars                                  | Blaine Gabbert                                        | QB                                                    | Missouri                                              |                                                       |
| 11                                                    | Houston Texans                                        | J. J. Watt                                            | DE                                                    | Wisconsin                                             |                                                       |
| 12                                                    | Minnesota Vikings                                     | Christian Ponder                                      | QB                                                    | Florida State                                         |                                                       |
| 13                                                    | Detroit Lions                                         | Nick Fairley                                          | DT                                                    | Auburn                                                |                                                       |
| 14                                                    | St. Louis Rams                                        | Robert Quinn                                          | DE                                                    | North Carolina                                        |                                                       |
| 15                                                    | Miami Dolphins                                        | Mike Pouncey                                          | C                                                     | Florida                                               |                                                       |
| 16                                                    | Washington Redskins                                   | Ryan Kerrigan                                         | DE                                                    | Purdue                                                |                                                       |
| 17                                                    | New England Patriots                                  | Nate Solder                                           | OT                                                    | Colorado                                              |                                                       |
| 18                                                    | San Diego Chargers                                    | Corey Liuget                                          | DT                                                    | Illinois                                              |                                                       |
| 19                                                    | New York Giants                                       | Prince Amukamara                                      | CB                                                    | Nebraska                                              |                                                       |
| 20                                                    | Tampa Bay Buccaneers                                  | Adrian Clayborn                                       | DE                                                    | Iowa                                                  |                                                       |
| 21                                                    | Cleveland Browns                                      | Phil Taylor                                           | DT                                                    | Baylor                                                |                                                       |
| 22                                                    | Indianapolis Colts                                    | Anthony Castonzo                                      | OT                                                    | Boston College                                        |                                                       |
| 23                                                    | Philadelphia Eagles                                   | Danny Watkins                                         | G                                                     | Baylor                                                |                                                       |
| 24                                                    | New Orleans Saints                                    | Cameron Jordan                                        | DE                                                    | California                                            |                                                       |
| 25                                                    | Seattle Seahawks                                      | James Carpenter                                       | OT                                                    | Alabama                                               |                                                       |
| 26                                                    | Kansas City Chiefs                                    | Jonathan Baldwin                                      | WR                                                    | Pittsburgh                                            |                                                       |
| 27                                                    | Baltimore Ravens                                      | Jimmy Smith                                           | CB                                                    | Colorado                                              |                                                       |
| 28                                                    | New Orleans Saints                                    | Mark Ingram                                           | RB                                                    | Alabama                                               |                                                       |
| 29                                                    | Chicago Bears                                         | Gabe Carimi                                           | OT                                                    | Wisconsin                                             |                                                       |
| 30                                                    | New York Jets                                         | Muhammad Wilkerson                                    | DE                                                    | Temple                                                |                                                       |
| 31                                                    | Pittsburgh Steelers                                   | Cameron Heyward                                       | DE                                                    | Ohio State                                            |                                                       |
| 32                                                    | Green Bay Packers                                     | Derek Sherrod                                         | OT                                                    | Mississippi State                                     |                                                       |

## Temporada regular
V = Victorias, D = Derrotas, E = Empates, CTE = Cociente de victorias [V+(E/2)]/(V+D+E), PF= Puntos a favor, PC = Puntos en contra
| Clasificado para los playoffs |

| AFC Este                | AFC Este | AFC Este | AFC Este | AFC Este | AFC Este | AFC Este | AFC Este | AFC Este | AFC Este |
| Equipo                  | V        | D        | E        | CTE      | DIV      | CONF     | PF       | PC       |          |
| ----------------------- | -------- | -------- | -------- | -------- | -------- | -------- | -------- | -------- | -------- |
| New England Patriots(1) | 13       | 3        | 0        | .813     | 5–1      | 10–2     | 513      | 342      |          |
| New York Jets           | 8        | 8        | 0        | .500     | 3–3      | 6–6      | 394      | 382      |          |
| Miami Dolphins          | 6        | 10       | 0        | .375     | 3–3      | 5–7      | 348      | 330      |          |
| Buffalo Bills           | 6        | 10       | 0        | .375     | 1–5      | 4–8      | 372      | 434      |          |

| AFC Norte               | AFC Norte | AFC Norte | AFC Norte | AFC Norte | AFC Norte | AFC Norte | AFC Norte | AFC Norte | AFC Norte |
| Equipo                  | V         | D         | E         | CTE       | DIV       | CONF      | PF        | PC        |           |
| ----------------------- | --------- | --------- | --------- | --------- | --------- | --------- | --------- | --------- | --------- |
| Baltimore Ravens (2)    | 12        | 4         | 0         | .750      | 6–0       | 9–3       | 378       | 266       |           |
| Pittsburgh Steelers (5) | 12        | 4         | 0         | .750      | 4–2       | 9–3       | 325       | 227       |           |
| Cincinnati Bengals (6)  | 9         | 7         | 0         | .563      | 2–4       | 6–6       | 352       | 315       |           |
| Cleveland Browns        | 4         | 12        | 0         | .250      | 0–6       | 3–9       | 218       | 307       |           |

| AFC Sur              | AFC Sur | AFC Sur | AFC Sur | AFC Sur | AFC Sur | AFC Sur | AFC Sur | AFC Sur | AFC Sur |
| Equipo               | V       | D       | E       | CTE     | DIV     | CONF    | PF      | PC      |         |
| -------------------- | ------- | ------- | ------- | ------- | ------- | ------- | ------- | ------- | ------- |
| Houston Texans (3)   | 10      | 6       | 0       | .625    | 4–2     | 8–4     | 381     | 278     |         |
| Tennessee Titans     | 9       | 7       | 0       | .563    | 3–3     | 7–5     | 325     | 317     |         |
| Jacksonville Jaguars | 5       | 11      | 0       | .313    | 3–3     | 4–8     | 243     | 329     |         |
| Indianapolis Colts   | 2       | 14      | 0       | .125    | 2–4     | 2–10    | 243     | 430     |         |

| AFC Oeste          | AFC Oeste | AFC Oeste | AFC Oeste | AFC Oeste | AFC Oeste | AFC Oeste | AFC Oeste | AFC Oeste | AFC Oeste |
| Equipo             | V         | D         | E         | CTE       | DIV       | CONF      | PF        | PC        |           |
| ------------------ | --------- | --------- | --------- | --------- | --------- | --------- | --------- | --------- | --------- |
| Denver Broncos (4) | 8         | 8         | 0         | .500      | 3-3       | 6–6       | 309       | 390       |           |
| San Diego Chargers | 8         | 8         | 0         | .500      | 3-3       | 7–5       | 406       | 377       |           |
| Oakland Raiders    | 8         | 8         | 0         | .500      | 3-3       | 6–6       | 333       | 395       |           |
| Kansas City Chiefs | 7         | 9         | 0         | .438      | 3-3       | 4–8       | 212       | 338       |           |

| NFC Este            | NFC Este | NFC Este | NFC Este | NFC Este | NFC Este | NFC Este | NFC Este | NFC Este | NFC Este |
| Equipo              | V        | D        | E        | CTE      | DIV      | CONF     | PF       | PC       |          |
| ------------------- | -------- | -------- | -------- | -------- | -------- | -------- | -------- | -------- | -------- |
| New York Giants (4) | 9        | 7        | 0        | .563     | 3-3      | 5–7      | 394      | 400      |          |
| Philadelphia Eagles | 8        | 8        | 0        | .500     | 5-1      | 6–6      | 396      | 328      |          |
| Dallas Cowboys      | 8        | 8        | 0        | .500     | 2-4      | 6–6      | 372      | 347      |          |
| Washington Redskins | 5        | 11       | 0        | .313     | 2-4      | 5–7      | 288      | 367      |          |

| NFC Norte            | NFC Norte | NFC Norte | NFC Norte | NFC Norte | NFC Norte | NFC Norte | NFC Norte | NFC Norte | NFC Norte |
| Equipo               | V         | D         | E         | CTE       | DIV       | CONF      | PF        | PC        |           |
| -------------------- | --------- | --------- | --------- | --------- | --------- | --------- | --------- | --------- | --------- |
| Green Bay Packers(1) | 15        | 1         | 0         | .938      | 6-0       | 12–0      | 560       | 359       |           |
| Detroit Lions(6)     | 10        | 6         | 0         | .625      | 3-3       | 6–6       | 474       | 397       |           |
| Chicago Bears        | 8         | 8         | 0         | .500      | 3-3       | 7–5       | 353       | 341       |           |
| Minnesota Vikings    | 3         | 13        | 0         | .188      | 0-6       | 3–9       | 340       | 449       |           |

| NFC Sur               | NFC Sur | NFC Sur | NFC Sur | NFC Sur | NFC Sur | NFC Sur | NFC Sur | NFC Sur | NFC Sur |
| Equipo                | V       | D       | E       | CTE     | DIV     | CONF    | PF      | PC      |         |
| --------------------- | ------- | ------- | ------- | ------- | ------- | ------- | ------- | ------- | ------- |
| New Orleans Saints(3) | 13      | 3       | 0       | .813    | 5-1     | 9–3     | 547     | 339     |         |
| Atlanta Falcons(5)    | 10      | 6       | 0       | .625    | 3-3     | 7–5     | 402     | 350     |         |
| Carolina Panthers     | 6       | 10      | 0       | .375    | 2-4     | 3–9     | 406     | 429     |         |
| Tampa Bay Buccaneers  | 4       | 12      | 0       | .250    | 2-4     | 3–9     | 307     | 494     |         |

| NFC Oeste              | NFC Oeste | NFC Oeste | NFC Oeste | NFC Oeste | NFC Oeste | NFC Oeste | NFC Oeste | NFC Oeste | NFC Oeste |
| Equipo                 | V         | D         | E         | CTE       | DIV       | CONF      | PF        | PC        |           |
| ---------------------- | --------- | --------- | --------- | --------- | --------- | --------- | --------- | --------- | --------- |
| San Francisco 49ers(2) | 13        | 3         | 0         | .813      | 5-1       | 10–2      | 380       | 229       |           |
| Arizona Cardinals      | 8         | 8         | 0         | .500      | 4-2       | 7–5       | 312       | 348       |           |
| Seattle Seahawks       | 7         | 9         | 0         | .438      | 3-3       | 6–6       | 321       | 315       |           |
| St. Louis Rams         | 2         | 14        | 0         | .125      | 0-6       | 1–11      | 193       | 407       |           |

### Desempate
Los play offs de la temporada 2011/2012 comienzan el 7 de enero de 2012.
1. ↑  Miami termino en el tercer lugar de división este de la AFC basado en el resultado de los enfrentamientos contra Buffalo.
2. ↑  Baltimore se llevó el título de la AFC Norte debido a los resultado de los enfrentamientos ante Pittsburgh.
3. ↑  Cincinnati consiguió el AFC 6 en lugar de Tennessee basado en una victoria en los enfrentamientos entre ambos.
4. ↑  Denver se llevó el título de la AFC Oeste en lugar de San Diego o Oakland basado en el historial contra oponentes comunes (5-5 a San Diego y Oakland 4-6).
5. ↑  San Diego terminó por delante de Oakland en la AFC Oeste en base al mejor registro de conferencia (7-5 a 6-6).
6. ↑  Filadelfia quedó en segundo lugar en la NFC Este basado en los resultado de los enfrentamientos ante Dallas.
7. ↑  Atlanta se llevó el quinto lugar de la NFC sobre Detroit debido a una victoria en el enfrentamiento entre estos 2 equipos.
8. ↑  San Francisco se llevó el segundo lugar en la NFC sobre Nueva Orleans basado en un mejor registro de conferencia (2.10 a 3.9).

## Playoffs
|  | Ronda Wild Card                 | Ronda Wild Card                 | Ronda Wild Card                 |   |               | Ronda divisional               | Ronda divisional               | Ronda divisional               |                                  |                                  | Finales de conferencia           | Finales de conferencia | Finales de conferencia |  |  | Super Bowl | Super Bowl | Super Bowl |
|  |                                 |                                 |                                 |   |               |                                |                                |                                |                                  |                                  |                                  |                        |                        |  |  |            |            |            |
|  | 7 de enero – M.-B. Superdome    | 7 de enero – M.-B. Superdome    | 7 de enero – M.-B. Superdome    |   |               | 14 de enero – Candlestick Park | 14 de enero – Candlestick Park | 14 de enero – Candlestick Park |                                  |                                  |                                  |                        |                        |  |  |            |            |            |
|  | 7 de enero – M.-B. Superdome    | 7 de enero – M.-B. Superdome    | 7 de enero – M.-B. Superdome    |   |               | 14 de enero – Candlestick Park | 14 de enero – Candlestick Park | 14 de enero – Candlestick Park |                                  |                                  |                                  |                        |                        |  |  |            |            |            |
|  | 7 de enero – M.-B. Superdome    | 7 de enero – M.-B. Superdome    | 7 de enero – M.-B. Superdome    |   |               | 14 de enero – Candlestick Park | 14 de enero – Candlestick Park | 14 de enero – Candlestick Park |                                  |                                  |                                  |                        |                        |  |  |            |            |            |
|  | 7 de enero – M.-B. Superdome    | 7 de enero – M.-B. Superdome    | 7 de enero – M.-B. Superdome    |   |               | 14 de enero – Candlestick Park | 14 de enero – Candlestick Park | 14 de enero – Candlestick Park |                                  |                                  |                                  |                        |                        |  |  |            |            |            |
|  | 6                               | Detroit                         | 28                              |   |               | 14 de enero – Candlestick Park | 14 de enero – Candlestick Park | 14 de enero – Candlestick Park |                                  |                                  |                                  |                        |                        |  |  |            |            |            |
|  | 6                               | Detroit                         | 28                              | 3 | New Orleans   | 32                             |                                |                                |                                  |                                  |                                  |                        |                        |  |  |            |            |            |
|  | 3                               | New Orleans                     | 45                              | 3 | New Orleans   | 32                             |                                |                                | 22 de enero – Candlestick Park   | 22 de enero – Candlestick Park   | 22 de enero – Candlestick Park   |                        |                        |  |  |            |            |            |
|  | 3                               | New Orleans                     | 45                              | 2 | San Francisco | 36                             |                                |                                | 22 de enero – Candlestick Park   | 22 de enero – Candlestick Park   | 22 de enero – Candlestick Park   |                        |                        |  |  |            |            |            |
|  |                                 |                                 |                                 | 2 | San Francisco | 36                             |                                |                                | 22 de enero – Candlestick Park   | 22 de enero – Candlestick Park   | 22 de enero – Candlestick Park   |                        |                        |  |  |            |            |            |
|  |                                 |                                 |                                 |   |               |                                |                                |                                | 22 de enero – Candlestick Park   | 22 de enero – Candlestick Park   | 22 de enero – Candlestick Park   |                        |                        |  |  |            |            |            |
|  | 8 de enero – MetLife Stadium    | 8 de enero – MetLife Stadium    | 8 de enero – MetLife Stadium    | 2 | San Francisco | 17                             |                                |                                |                                  |                                  |                                  |                        |                        |  |  |            |            |            |
|  | 8 de enero – MetLife Stadium    | 8 de enero – MetLife Stadium    | 8 de enero – MetLife Stadium    | 2 | San Francisco | 17                             | 15 de enero – Lambeau Field    |                                |                                  |                                  |                                  |                        |                        |  |  |            |            |            |
|  | 8 de enero – MetLife Stadium    | 8 de enero – MetLife Stadium    | 8 de enero – MetLife Stadium    |   | 4             | N.Y. Giants                    | 20                             |                                |                                  |                                  |                                  |                        |                        |  |  |            |            |            |
|  | 8 de enero – MetLife Stadium    | 8 de enero – MetLife Stadium    | 8 de enero – MetLife Stadium    |   | 4             | N.Y. Giants                    | 20                             |                                |                                  |                                  |                                  |                        |                        |  |  |            |            |            |
|  | 5                               | Atlanta                         | 2                               |   |               |                                |                                |                                |                                  |                                  |                                  |                        |                        |  |  |            |            |            |
|  | 5                               | Atlanta                         | 2                               | 4 | N.Y. Giants   | 37                             |                                |                                |                                  |                                  |                                  |                        |                        |  |  |            |            |            |
|  | 4                               | N.Y. Giants                     | 24                              | 4 | N.Y. Giants   | 37                             |                                |                                | 5 de febrero – Lucas Oil Stadium | 5 de febrero – Lucas Oil Stadium | 5 de febrero – Lucas Oil Stadium |                        |                        |  |  |            |            |            |
|  | 4                               | N.Y. Giants                     | 24                              | 1 | Green Bay     | 20                             |                                |                                | 5 de febrero – Lucas Oil Stadium | 5 de febrero – Lucas Oil Stadium | 5 de febrero – Lucas Oil Stadium |                        |                        |  |  |            |            |            |
|  |                                 |                                 |                                 | 1 | Green Bay     | 20                             |                                |                                |                                  | 5 de febrero – Lucas Oil Stadium | 5 de febrero – Lucas Oil Stadium |                        |                        |  |  |            |            |            |
|  |                                 |                                 |                                 |   |               |                                |                                |                                |                                  | 5 de febrero – Lucas Oil Stadium | 5 de febrero – Lucas Oil Stadium |                        |                        |  |  |            |            |            |
|  | 7 de enero – Reliant Stadium    | 7 de enero – Reliant Stadium    | 7 de enero – Reliant Stadium    | 4 | N.Y. Giants   | 21                             |                                |                                |                                  |                                  |                                  |                        |                        |  |  |            |            |            |
|  | 7 de enero – Reliant Stadium    | 7 de enero – Reliant Stadium    | 7 de enero – Reliant Stadium    | 4 | N.Y. Giants   | 21                             | 15 de enero – M&T Bank Stadium |                                |                                  |                                  |                                  |                        |                        |  |  |            |            |            |
|  | 7 de enero – Reliant Stadium    | 7 de enero – Reliant Stadium    | 7 de enero – Reliant Stadium    |   | 1             | New England                    | 17                             |                                |                                  |                                  |                                  |                        |                        |  |  |            |            |            |
|  | 7 de enero – Reliant Stadium    | 7 de enero – Reliant Stadium    | 7 de enero – Reliant Stadium    |   | 1             | New England                    | 17                             |                                |                                  |                                  |                                  |                        |                        |  |  |            |            |            |
|  | 6                               | Cincinnati                      | 10                              |   |               |                                |                                |                                |                                  |                                  |                                  |                        |                        |  |  |            |            |            |
|  | 6                               | Cincinnati                      | 10                              | 3 | Houston       | 13                             |                                |                                |                                  |                                  |                                  |                        |                        |  |  |            |            |            |
|  | 3                               | Houston                         | 31                              | 3 | Houston       | 13                             |                                |                                | 22 de enero – Gillette Stadium   | 22 de enero – Gillette Stadium   | 22 de enero – Gillette Stadium   |                        |                        |  |  |            |            |            |
|  | 3                               | Houston                         | 31                              | 2 | Baltimore     | 20                             |                                |                                | 22 de enero – Gillette Stadium   | 22 de enero – Gillette Stadium   | 22 de enero – Gillette Stadium   |                        |                        |  |  |            |            |            |
|  |                                 |                                 |                                 | 2 | Baltimore     | 20                             |                                |                                | 22 de enero – Gillette Stadium   | 22 de enero – Gillette Stadium   | 22 de enero – Gillette Stadium   |                        |                        |  |  |            |            |            |
|  |                                 |                                 |                                 |   |               |                                |                                |                                | 22 de enero – Gillette Stadium   | 22 de enero – Gillette Stadium   | 22 de enero – Gillette Stadium   |                        |                        |  |  |            |            |            |
|  | 8 de enero – Sports Auth. Field | 8 de enero – Sports Auth. Field | 8 de enero – Sports Auth. Field | 2 | Baltimore     | 20                             |                                |                                |                                  |                                  |                                  |                        |                        |  |  |            |            |            |
|  | 8 de enero – Sports Auth. Field | 8 de enero – Sports Auth. Field | 8 de enero – Sports Auth. Field | 2 | Baltimore     | 20                             | 14 de enero – Gillette Stadium |                                |                                  |                                  |                                  |                        |                        |  |  |            |            |            |
|  | 8 de enero – Sports Auth. Field | 8 de enero – Sports Auth. Field | 8 de enero – Sports Auth. Field |   | 1             | New England                    | 23                             |                                |                                  |                                  |                                  |                        |                        |  |  |            |            |            |
|  | 8 de enero – Sports Auth. Field | 8 de enero – Sports Auth. Field | 8 de enero – Sports Auth. Field |   | 1             | New England                    | 23                             |                                |                                  |                                  |                                  |                        |                        |  |  |            |            |            |
|  | 5                               | Pittsburgh                      | 23                              |   |               |                                |                                |                                |                                  |                                  |                                  |                        |                        |  |  |            |            |            |
|  | 5                               | Pittsburgh                      | 23                              | 4 | Denver        | 10                             |                                |                                |                                  |                                  |                                  |                        |                        |  |  |            |            |            |
|  | 4                               | Denver                          | 29                              | 4 | Denver        | 10                             |                                |                                |                                  |                                  |                                  |                        |                        |  |  |            |            |            |
|  | 4                               | Denver                          | 29                              | 1 | New England   | 45                             |                                |                                |                                  |                                  |                                  |                        |                        |  |  |            |            |            |
|  |                                 |                                 |                                 | 1 | New England   | 45                             |                                |                                |                                  |                                  |                                  |                        |                        |  |  |            |            |            |

- Local en cada partido: El local en cada partido es el equipo mejor clasificado, el equipo de abajo en el cuadro, excepto en el Super Bowl que es un estadio neutral.

## Cambios de reglas
Los siguientes son los cambios en las reglas que se aprobaron en la reunión anual de los dueños de la liga en marzo. Todos los cambios entraron en vigor una vez que el conflicto laboral se resolvió.
- Los cambios se hicieron en relación con las patadas de salida para limitar las lesiones. En primer lugar, las patadas de salida serán trasladadas desde la yarda 30 hasta la línea de la yarda 35. Además, los jugadores del equipo de la cobertura de patadas de salida, no puede alinearse a más de 5 metros detrás de la línea de saque, para reducir el impacto con los rivales. A pesar de esta regla, Los Osos iniciaron la pretemporada pateando en dos ocasiones desde la yarda 30, finalmente la liga les obligó a detenerse.

- Todas las jugadas de anotación pueden ser revisadas a solicitud del oficial encargado de la repetición instantánea. Los entrenadores ya no usarán sus solicitudes para revisar una jugada de anotación si ésta ocurre antes de los últimos dos minutos de cada medio.

- Se decidió que todos los campos de juego deben permanecer verde, y no en otro color, a menos que se conceda la aprobación por la liga. Esta fue aprobada en respuesta a algunos patrocinadores, que pedían cambio de los colores en algunos estadios.

Los cambios en las reglas siguientes se adoptaron en la reunión de los propietarios de la NFL el 24 de mayo de 2011:
- Golpes a la cabeza del quarterback con las manos, brazos u otra parte del cuerpo de un defensivo no serán castigados, a menos que los oficiales consideren que pueden evitarse.

- Queda prohibido lanzar el cuerpo (despegar los pies del piso para impulsarse hacia cualquier parte del cuerpo de un oponente) para golpear a un jugador indefenso, así como los golpes al cuello o cabeza de un rival con el casco, la barra, antebrazo u hombro

## Premios

### Jugador de la Semana y del Mes
Los siguientes fueron los jugadores de la semana y del mes durante la temporada 2011:
| Semana / Mes | Jugador ofensivo de la Semana/Mes | Jugador ofensivo de la Semana/Mes | Jugador defensivo de la Semana/Mes | Jugador defensivo de la Semana/Mes | Equipo Especial Jugador de la Semana/Mes | Equipo Especial Jugador de la Semana/Mes |
| Semana / Mes | AFC                               | NFC                               | AFC                                | NFC                                | AFC                                      | NFC                                      |
| ------------ | --------------------------------- | --------------------------------- | ---------------------------------- | ---------------------------------- | ---------------------------------------- | ---------------------------------------- |
| 1            | Tom Brady                         | Aaron Rodgers                     | Terrell Suggs                      | Brian Urlacher                     | Sebastian Janikowski                     | Ted Ginn Jr.                             |
| 2            | Tom Brady                         | Tony Romo                         | Antonio Cromartie                  | Roman Harper                       | Josh Cribbs                              | Jason Hanson                             |
| 3            | Darren McFadden                   | Eli Manning                       | Ray Lewis                          | Ronde Barber                       | Rian Lindell                             | Dan Bailey                               |
| Sept.        | Ryan Fitzpatrick                  | Aaron Rodgers                     | D'Qwell Jackson                    | Sean Lee                           | Sebastian Janikowski                     | Jason Hanson                             |
| 4            | Arian Foster                      | Aaron Rodgers                     | Jarret Johnson                     | Brian Orakpo                       | Ryan Succop                              | Devin Hester                             |
| 5            | Ben Roethlisberger                | Adrian Peterson                   | George Wilson                      | Patrick Willis                     | Sebastian Janikowski                     | Mason Crosby                             |
| 6            | Rashard Mendenhall                | Ahmad Bradshaw                    | Darelle Revis                      | Kurt Coleman                       | Jacoby Ford                              | Devin Hester                             |
| 7            | Arian Foster                      | Drew Brees                        | Brandon Flowers                    | Lance Briggs                       | Josh Scobee                              | Mason Crosby                             |
| 8            | Ben Roethlisberger                | LeSean McCoy                      | Derrick Johnson                    | Cliff Avril                        | Brandon Tate                             | Robert Quinn                             |
| Oct.         | Arian Foster                      | Aaron Rodgers                     | LaMarr Woodley                     | Jared Allen                        | Joe McKnight                             | Devin Hester                             |
| 9            | Matt Moore                        | Aaron Rodgers                     | David Harris                       | Mathias Kiwanuka                   | Eddie Royal                              | Patrick Peterson                         |
| 10           | Michael Bush                      | Larry Fitzgerald                  | Andre Carter                       | Roman Harper                       | Marc Mariani                             | Devin Hester                             |
| 11           | Torrey Smith                      | Kevin Smith                       | Von Miller                         | Chris Clemons                      | Julian Edelman                           | Kealoha Pilares                          |
| 12           | Chris Johnson                     | Drew Brees                        | Terrell Suggs                      | DeAngelo Hall                      | Sebastian Janikowski                     | Patrick Peterson                         |
| Nov.         | Tom Brady                         | Aaron Rodgers                     | Connor Barwin                      | Julius Peppers                     | Sebastian Janikowski                     | Patrick Peterson                         |
| 13           | Ray Rice                          | Cam Newton                        | Colin McCarthy                     | David Hawthorne                    | Antonio Brown                            | Tim Masthay                              |
| 14           | Rob Gronkowski                    | Matt Ryan                         | Terrell Suggs                      | Jason Pierre-Paul                  | Matt Prater                              | Doug Baldwin                             |
| 15           | Reggie Bush                       | Calvin Johnson                    | Antwan Barnes                      | John Abraham                       | Ryan Succop                              | Andy Lee                                 |
| 16           | Tom Brady                         | Drew Brees                        | Robert Mathis                      | Jason Pierre-Paul                  | Richard Seymour                          | David Akers                              |
| 17           | Ray Rice                          | Matt Flynn                        | Troy Polamalu                      | Curtis Lofton                      | Richard Goodman                          | David Akers                              |
| Dic.         | Tom Brady                         | Drew Brees                        | Terrell Suggs                      | Jason Pierre-Paul                  | Matt Prater                              | David Akers                              |

| Semana | FedEx Air Player of the Week (Quarterbacks) | FedEx Ground Player of the Week (Running Backs) | Pepsi Rookie of the Week   |
| ------ | ------------------------------------------- | ----------------------------------------------- | -------------------------- |
| 1      | Tom Brady (NE)                              | LeSean McCoy (Phi)                              | WR Randall Cobb (GB)       |
| 2      | Matthew Stafford (Det)                      | Fred Jackson (Buf)                              | WR Denarius Moore (Oak)    |
| 3      | Joe Flacco (Bal)                            | Darren McFadden (Oak)                           | OL Stefen Wisniewski (Oak) |
| 4      | Aaron Rodgers (GB)                          | Matt Forté (Chi)                                | QB Cam Newton (Car)        |
| 5      | Aaron Rodgers (GB)                          | Adrian Peterson (Min)                           | LB Aldon Smith (SF)        |
| 6      | Aaron Rodgers (GB)                          | Frank Gore (SF)                                 | LB Aldon Smith (SF)        |
| 7      | Aaron Rodgers (GB)                          | DeMarco Murray (Dal)                            | RB DeMarco Murray (Dal)    |
| 8      | Ben Roethlisberger (Pit)                    | LeSean McCoy (Phi)                              | DE Marcell Dareus (Buf)    |
| 9      | Aaron Rodgers (GB)                          | Willis McGahee (Den)                            | QB Andy Dalton (Cin)       |
| 10     | Tony Romo (Dal)                             | Michael Bush (Oak)                              | WR Denarius Moore (Oak)    |
| 11     | Matthew Stafford (Det)                      | Kevin Smith (Det)                               | WR Torrey Smith (Bal)      |
| 12     | Drew Brees (NO)                             | Beanie Wells (Ari)                              | QB Andy Dalton (Cin)       |
| 13     | Aaron Rodgers (GB)                          | Ray Rice (Bal)                                  | LB Colin McCarthy (Ten)    |
| 14     | Matt Ryan (Atl)                             | Marshawn Lynch (Sea)                            | QB T. J. Yates (Hou)       |
| 15     | Drew Brees (NO)                             | Reggie Bush (Mia)                               | QB Cam Newton (Car)        |
| 16     | Drew Brees (NO)                             | C. J. Spiller (Buf)                             | QB Cam Newton (Car)        |
| 17     | Matt Flynn (GB )                            | Ray Rice (Bal)                                  | DB Sterling Moore (NE)     |

| Mes   | Rookie of the Month | Rookie of the Month |
| Mes   | Ofensiva            | Defensiva           |
| ----- | ------------------- | ------------------- |
| Sept. | Cam Newton          | Ryan Kerrigan       |
| Oct.  | Andy Dalton         | Aldon Smith         |
| Nov.  | DeMarco Murray      | Von Miller          |
| Dic.  | Julio Jones         | Aldon Smith         |

### Premios anuales
A final de temporada se entregan diferentes premios reconociendo el valor del jugador durante la temporada entera.
| Premio                       | Ganador          | Posición    | Equipo              |
| ---------------------------- | ---------------- | ----------- | ------------------- |
| Jugador ofensivo del año     | Drew Brees       | Quarterback | New Orleans Saints  |
| Jugador defensivo del año    | Terrell Suggs    | Linebacker  | Baltimore Ravens    |
| Entrenador del año           | Jim Harbaugh     | Head Coach  | San Francisco 49ers |
| Novato ofensivo del año      | Cam Newton       | Quarterback | Carolina Panthers   |
| Novato defensivo del año     | Von Miller       | Linebacker  | Denver Broncos      |
| Regreso del año              | Matthew Stafford | Quarterback | Detroit Lions       |
| Novato del año               | Cam Newton       | Quarterback | Carolina Panthers   |
| Jugador más valioso          | Aaron Rodgers    | Quarterback | Green Bay Packers   |
| Jugador más valioso de la SB | Eli Manning      | Quarterback | New York Giants     |